# Káfir
Káfir (arabsky kāfir, množné číslo kuffār; forma pro ženy kāfirah) je arabsko-islámský právní termín, označující ostatní „nevěřící, či jinověrce“. Toto slovo je odvozeno od arabského slovního kořene kfr. Tento kořen je v koránu obsažen zhruba 500krát, označuje zde protivníky proroka Mohameda slovem kuffār („nevěřící“), nebo jako alladhīna kafarū („ti, jež jsou nevěřící“). Kafara znamenala původně ve staré arabštině „být nevděčný“.

## Výklad termínu
Je nesporné, že se tento termín vztahuje na ostatní příslušníky jiných náboženství, avšak také s tím musí být zároveň poukázáno na skutečnost, že se také v koránu nacházejí ony pasáže, v kterých tento termín může nabývat zcela jiného významu, tj. např. rolník, sedlák.